# Кулагин, Родион Анатольевич
Родио́н Анато́льевич Кула́гин (укр. Родіон Анатолійович Кулагін) — украинский военнослужащий, полковник, участник российско-украинской войны. Герой Украины (2022).

## Биография
Родион Кулагин принимал участие в АТО и ООС на востоке Украины. Во время полномасштабного вторжения России в Украину в 2022 году он занимал должность начальника артиллерии — заместителя командира 92-й отдельной штурмовой бригады оперативного командования «Восток» Сухопутных войск Вооружённых сил Украины.
С 2023 года он занимает должность командира 26-й артиллерийской бригады имени генерал-хорунжего Романа Дашкевича.

## Награды
- Звание «Герой Украины» с удостоением ордена «Золотая Звезда» (4 апреля 2022) — за личное мужество и героизм, проявленные в защите государственного суверенитета и территориальной целостности Украины, верность военной присяге[1].